# Franciszek Eberhard
Franciszek Eberhard (ur. 26 stycznia 1844 r. w Berlinie) – jezuita, filozof, teolog.

## Życiorys
Do Towarzystwa Jezusowego wstąpił 15 października w Starej Wsi. Wyświęcony na kapłana 2 sierpnia 1870 w Tarnowie.
Filozofię studiował w Starej Wsi (1864-1867), zaś teologię w Krakowie w latach 1869-1872. Był profesorem w Tarnopolu (1867-1869) i kaznodzieją niemieckim i administratorem kościoła św. Barbary Krakowie (1872-1873 i 1874-1889). W latach 1889–1899 przełożony wspólnoty zakonnej w Czerniowcach, gdzie wybudował kościół Najświętszego Serca Jezusa. Superior w Opawie w latach 1899-1905.